# Cabeza de fierro
Cabeza de fierro es un cuento del género fábula del escritor uruguayo y argentino Constancio C. Vigil publicado por primera vez en 1940 por la editorial Atlántida. Se trata de las peripecias de un asno célebre por su testarudez al cual aluden bajo el mote de "cabeza de fierro". El cuento contó con más de cinco ediciones la mayoría de ellas ilustradas por el dibujante Federico Ribas.

## Argumento
Cabeza de fierro es un asno que desde pequeño se caracterizó por tener unas orejas extremadamente largas y emitir rebuznos terriblemente molestos. A medida que va creciendo, conjuntamente desarrolla una personalidad atípicamente testaruda, al punto de que bastaba que sus dueños le propusieran realizar cualquier tipo de tarea para que él hiciera precisamente lo contrario con un esfuerzo inversamente proporcional al que sus amos empleaban para convencerle. Esto, junto con el hecho de que solía tratar de derribar paredes a fuerza de cabezazos, le hacen ganarse el mote de "cabeza de fierro" y luego conlleva a que el jumento sea vendido en las ferias en diversas ocasiones y los nuevos dueños se encontraban con las mismas dificultades a la hora de procurar que el burro desempeñase alguna tarea. 
La tozudez del animal va más allá de la realización de una labor e implica hábitos simples de la vida cotidiana como el comer y beber llegando a padecer el tormento del hambre y la sed solo por contradecir a aquellos que le indicaban que se alimentase. Siendo inútiles los esfuerzos de los distintos dueños por intentar adoctrinar al asno, estos terminaban adquiriendo actitudes igualmente tercas debido a su afán de querer encausarle y convencidos de la futilidad de su empeño, el asno pasaba de un dueño a otro hasta que la fama del jumento se esparció por los alrededores de Rialto y en los distintos pueblos de la región ya nadie quiso lidiar con el animal aunque se lo regalasen.
Es así que su último dueño lo deja librado a su propia suerte en un campo, donde dos jóvenes lo desatan y tratan de hacerlo caminar sin conseguirlo. Solo cuando los dos muchachos se alejan, el burro se decide a comer las hierbas que por allí crecían y a beber agua de un arroyo. Más tarde encuentra a un grupo de borricos cuyo dueño los solía liberar en aquella zona para que pastasen. Cabeza de fierro ve en ellos la posibilidad de llevarles la contra permanentemente ante cualquier límite que estos pudieran sugerirle. Es así como bastaba que alguien le hablase de lo peligroso que era el tratar de entrar a un pantano cercano a ese campo para que Cabeza de fierro fuese allí, o que se le indicase que no debía comerse cardos mordiéndolos por las espinas para que él lo hiciera. Su permanente empecinamiento por llevar la contra a todo límite que el sentido común imponía, le reportaba al burro innumerables tormentos físicos pero aun así se empeñaba en seguir con porfiado proceder.
De esa manera, cuando los demás burros le hablan de que se había corrido la noticia de que un león había aparecido por un monte cercano, lugar al que los burros evitaban, Cabeza de fierro solo por llevar la contra a los demás decide subir al monte sin escuchar las advertencias de sus compañeros. Así lo hace y en el monte se encuentra con un hambriento león que finalmente se arroja sobre él y se lo come. 
Cabeza de fierro termina sus días acorde a como había vivido, empecinado siempre en su propósito y quedando como símbolo de la terquedad.

## Análisis de la obra
A diferencia del personaje protagónico de la obra de Juan Ramón Jiménez Platero y yo donde el burro es el dócil y fiel amigo del narrador, Cabeza de fierro es todo lo contrario,  al punto de que una y otra vez atenta contra su propia vida solo por el hecho de empecinarse en realizar hazañas que rayan lo inverosímil motivadas por su afán permanente de ir en contra del sentido común y de todo límite preestablecido, convirtiéndolo en un personaje cuasi siniestro.
Al igual que en otras obras de Vigil como Cartas a gente menuda en Cabeza de fierro el autor refleja en el comportamiento del burro la antítesis de lo que él consideraba las conductas deseadas para un infante por la familia y la escuela. Dentro de la narrativa moral vigiliana se privilegia el silencio en contraposición a los constantes y molestos rebuznos del asno con la intención de molestar y además al igual que en Pinocho, Vigil expone la falta de conocimientos y la ignorancia en relación con los asnos, aunque durante el epílogo, se encarga de redimir a estos últimos. 
"Tercos como un burro. Y esto es una injusticia. Los burros son más inteligentes de lo que se supone; son humildes, pacientes y sobrios; han ayudado siempre al hombre en sus trabajos y se merecen la simpatía y la gratitud de la humanidad".
En las obras de Vigil, la falta de conocimientos, de sentido común y apartarse de las normas morales que la sociedad impone, son reflejadas mediante el sufrimiento o castigo directo sobre quien las comete y por ello el protagonista termina pereciendo víctima de su propia tesonería y falta de razón.

## Ilustradores
La primera edición con tapa en color de 1940 constó con las ilustraciones de Addvard. Posteriormente  se hace cargo de los dibujos Federico Ribas y las distintas tiradas del libro continuaron llevando sus ilustraciones de manera póstuma hasta la década de los 60s. En los años siguientes, el trabajo gráfico pasó a manos de Daniel Branca.